# Domingo Dominguín
Domingo González Mateos, más conocido como «Dominguín» (Quismondo, Toledo, 4 de agosto de 1895-Madrid, 21 de agosto de 1958), fue un torero y apoderado de toreros español.

## Biografía
Domingo González nació en Quismondo, en la provincia de Toledo, el 4 de agosto de 1895.
Tomó la alternativa en Madrid, el 26 de septiembre de 1918, de manos de José Gómez Ortega Joselito y de testigo Manuel Varé García Varelito, con el toro «Aguijito» de la ganadería de Contreras. De estilo clásico, obtuvo alguna popularidad a comienzos del siglo XX, pero siempre muy poco regular.
Una vez retirado fue un gran apoderado de toreros, encarnando junto a José Flores Cámara, apoderado de Manolete, el concepto contemporáneo de apoderado taurino. A finales de noviembre de 1939 se hace pública una oferta del empresario Domingo González Dominguín a Manolete, que acaba de tomar la alternativa. El apoderado ofrece al diestro 504.000 ptas. por 42 corridas.
Apoderó a Cagancho durante cinco años y a Domingo Ortega, a quien llevó al éxito y a sus hijos Pepe Dominguín y Luis Miguel Dominguín. Empleó ingeniosamente el hecho de que fueran hermanos para su promoción como novilleros y llevó al éxito a Luis Miguel enfrentándolo con 20 años a Manolete, con quien compartió cartel el día de su muerte en Linares, y durante su carrera como máxima figura del toreo.

## Familia
Se casó con Gracia Lucas Lorente, con la que tuvo cinco hijos: Domingo, José, Gracia, Luis Miguel y Carmen. 
Los tres hijos, Domingo González Lucas, Pepe y Luis Miguel Dominguín fueron famosos toreros, que adoptaron su apellido artístico. Su hija Gracia fue suegra de otro conocido torero, Ángel Teruel, mientras que su otra hija, Carmen, se casó con Antonio Ordóñez. 
Falleció en Madrid el 21 de agosto de 1958.
Entre sus descendientes se encuentran sus nietos, el cantante Miguel Bosé y Carmen Ordóñez, sus bisnietos, los toreros Francisco Rivera Ordóñez y Cayetano Rivera Ordóñez y Bimba Bosé, Nicolás Coronado y su tataranieta Dora Postigo. 